# Gaston Heuet
Gaston Heuet   (Buenos Aires, 11 de novembre de 1892 - Grandvilliers, 18 de gener de 1979) va ser un atleta francès, especialitzat en curses de fons, que va competir durant la dècada de 1910 i dècada de 1920.
El 1912, a Estocolm, va prendre part en els seus primers Jocs Olímpics. Va disputar dues proves del programa d'atletisme, els 5.000 i 10.000 metres, on quedà eliminat en sèries. Un cop finalitzada la Primera Guerra Mundial, el 1920 va disputar quatre proves del programa d'atletisme dels Jocs d'Anvers. Fou quart en la prova dels 3.000 metres per equips, cinquè en cros per equips i vuitè en la de cros individual. El 1924, a París, disputà els seus tercers i darrers Jocs, amb la participació en tres proves del programa d'atletisme. Guanyà la medalla de bronze en la prova del cros per equips, fent equip amb Henri Lauvaux i Maurice Norland, mentre en la de cros individual fou desè i en els 10.000 metres dotzè.
El 1919 guanyà la medalla de bronze en la prova de cros dels Jocs Inter-aliats.

## Millors marques
- 1.500 metres. 4' 08.0" (1919)
- 5.000 metres. 15' 23.2" (1922)
- 10.000 metres. 32' 11.1" (1920)[1][2]